# Тривия
Тривия (лат. Trivia) — один из эпитетов Дианы. 
Когда к чисто италийским чертам богини Дианы присоединились черты греческой Артемиды, римская Диана стала почитаться как помощница при родах, как представительница горной и лесной жизни и, между прочим, охоты, как божество ночи, с её таинственными явлениями. В этом последнем значении она была отождествлена также с греческой Гекатой, богиней ночи, подземного мира и волшебства. Будучи богиней чар и таинственных ужасов ночи, Диана считалась покровительницей распутий (откуда и эпитет — Trivia), и изображалась с тремя головами, глядящими на три дороги. Как покровительницу дорог и путешествующих, путники призывали её под именем dea Semitalis. Близ Ариции находилось посвящённое Тривии озеро с рощей, где Тривия была известна под именем Nemorensis. В честь Тривии и Аполлона Августом был выстроен мраморный храм на Палатине.